# Pic la Selle
Der Pic la Selle (auch: Morne La Selle) ist mit 2674 m der höchste Berg Haitis und der sechsthöchste Berg der Karibik. Er liegt in der Chaîne de la Selle, etwa 40 km ostsüdöstlich der Hauptstadt Port-au-Prince, und ist Teil des La Visite National Parks.
An dem Berg entspringt der Rivière Grise, der mit seiner Länge von etwa 290 km zu den fünf längsten Flüssen des Staates gehört.